# Burberry

Burberrys logotyp.

Burberry  är ett brittiskt lyxvarumärke. Det är bland annat känt för den klassiska beige trenchcoaten och för sitt klassiska rutmönster Nova Check i beige, vitt, svart och rött. Det användes ursprungligen som foder i företagets trenchcoat 1924, och kom inte att användas i någon högre grad i det yttre lagret förrän i slutet av 1960-talet. Då hade Burberryrutan registrerats som varumärke och användes till paraplyer, halsdukar och väskor. 
Burberry är hovleverantör till både drottning Elizabeth II och Kung Charles.

## Historik

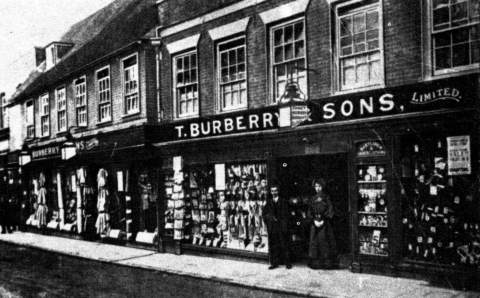
Burberrys första butik i Basingstoke, Hampshire.

Burberry grundades 1856 då den 21-årige före detta tyghandlarlärlingen Thomas Burberry, öppnade en egen butik i Basingstoke, Hampshire. Kring 1870 var företaget väletablerat och hade satsat på utveckling av ytterkläder. 1880 uppfann Thomas Burberry gabardintyget, som är starkt och vattentåligt, men ändå andas eftersom garnet görs vattentåligt före vävningen. Man tog patent på detta 1888.
Namnet tog han från gabardinen, ett medeltida plagg som knöts runt midjan.
År 1891 öppnade Thomas Burberry en butik på Haymarket i London, vilken fortfarande finns kvar och är företagets huvudkontor. Tio år senare kontaktades företaget av krigsministeriet och gav dem i uppdrag att formge nya uniformer till de brittiska officerarna. Företaget gjorde även kläder till Roald Amundsens Antarktisexpedition 1911, som blev den första att nå Sydpolen, och till Ernest Shackleton för hans försök att korsa Antarktis 1914. Då kriget bröt ut i Europa det året anpassade företaget sin militärdesign för att passa de förhållanden som armén utsattes för, och trenchcoaten skapades. Efter kriget blev trenchcoaten populär bland allmänheten, och under åren har den burits av Humphrey Bogart i Casablanca, Peter Sellers i Rosa pantern-filmerna och av Audrey Hepburn i Frukost på Tiffany's. 1955 köptes Burberry av Great Universal Stores (GUS), ägare till de brittiska detaljhandlarna  Argos och Homebase. 
Efter en långdragen period av tillbakagång kom företaget att betraktades som något ålderdomliga regnrockstillverkare. I slutet av 1990-talet anställdes nya chefer, som Rosemary Bravo och formgivare, som Christopher Bailey, och andra nyckelpersoner för att vända detta. Deras designkoncept var avgörande för vändningen. Varumärket expanderade även genom att inkludera även vardagsföremål som klockor, parfym, solglasögon och golftillbehör. 
Märket återuppväcktes och efter att ha främst ha använts av äldre kvinnor i övre medelklassen, gjorde kända personer som David och Victoria Beckham samt hiphopartister, att det fick en större spridning. Under 90-talet blev Burberry populärt bland fotbollshuliganer och det tog flera år för märket att återfå sitt rykte.
Företaget har under senare år använt sig av bland andra skådespelarna Sam Riley och Emma Watson i sin marknadsföring.

## Märket
Burberry är ett stort företag inom modebranschen och har över 70 lyxbutiker världen över. Företaget har flera underlinjer riktade till specifika målgrupper. Burberry är den klassiska linjen medan Burberry Prorsum och Burberry Brit är mer trendkänsliga. Burberrys träningskläder säljs under namnet Burberry Sport.
På senare tid har nya mönster lanserats, bl.a. "New Check" (svart-grått-vitt) och "Smoked Check".
Försäljningen omfattar allt från kläder, handväskor och skor och andra accessoarer till barnkläder.
Precis som andra varumärken inom modebranschen har Burberrys varor ofta piratkopierats och mönstren "Nova Check" och "Haymarket Check" kan finnas på varor utan koppling till företaget.

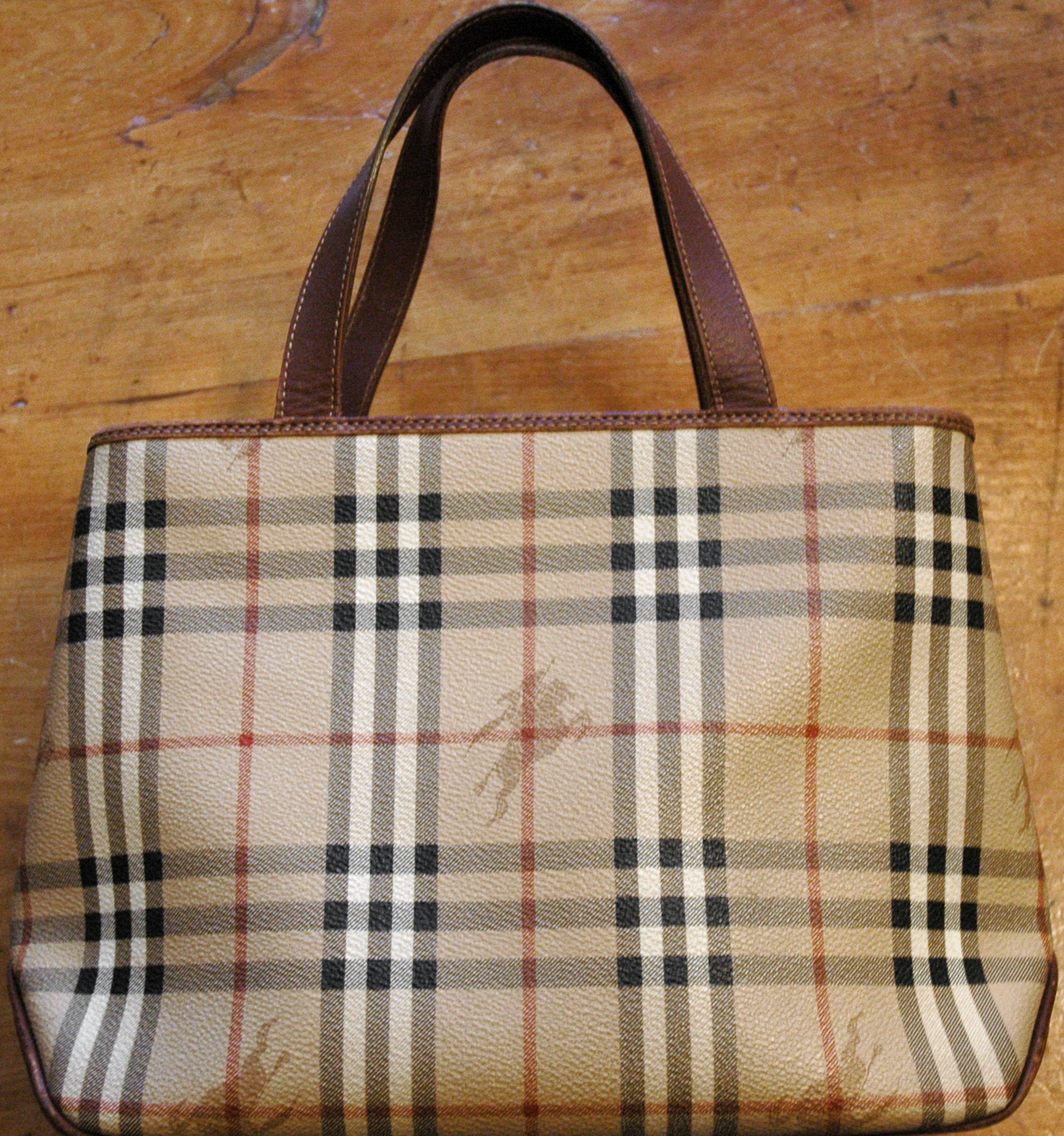
Damhandväska i "Haymarket Check".
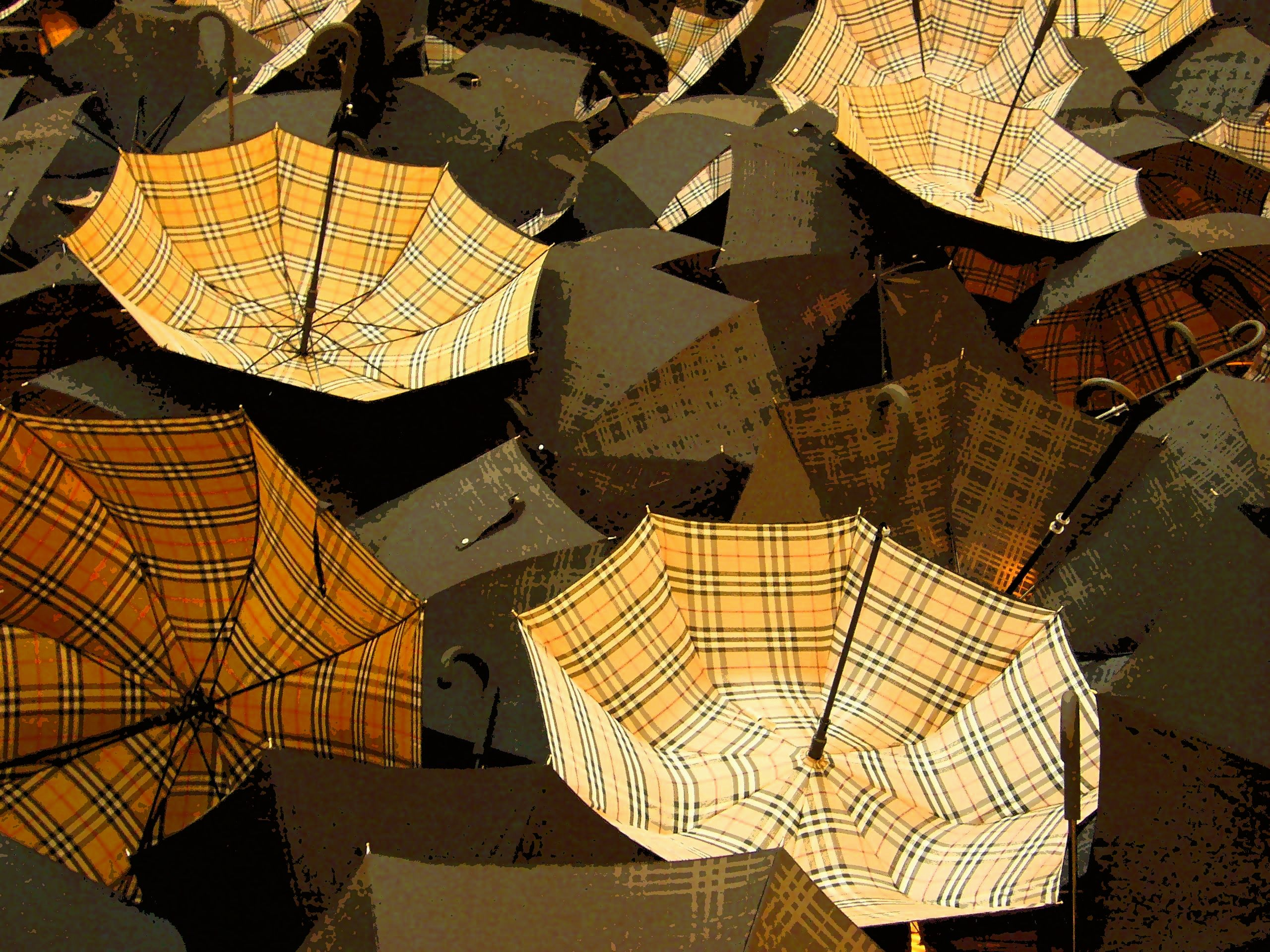
Paraplyer med Burberrys klassiska rutmönster "Nova Check".
Det varumärkesskyddade "Burberry Tartan" mönstret.